# Mureck
Mureck (slovinsky: Cmurek) je město v rakouské spolkové zemi Štýrsko, v okrese Jihovýchodní Štýrsko. 1. ledna 2015 byla administrativní reformou připojena města Gosdorf a Eichfeld. Žije zde přibližně 3 600 obyvatel.

## Geografie
Mureck leží na jihu Štýrska na hranicích se Slovinskem. Hranici tvoří řeka Mura.

## Městské části

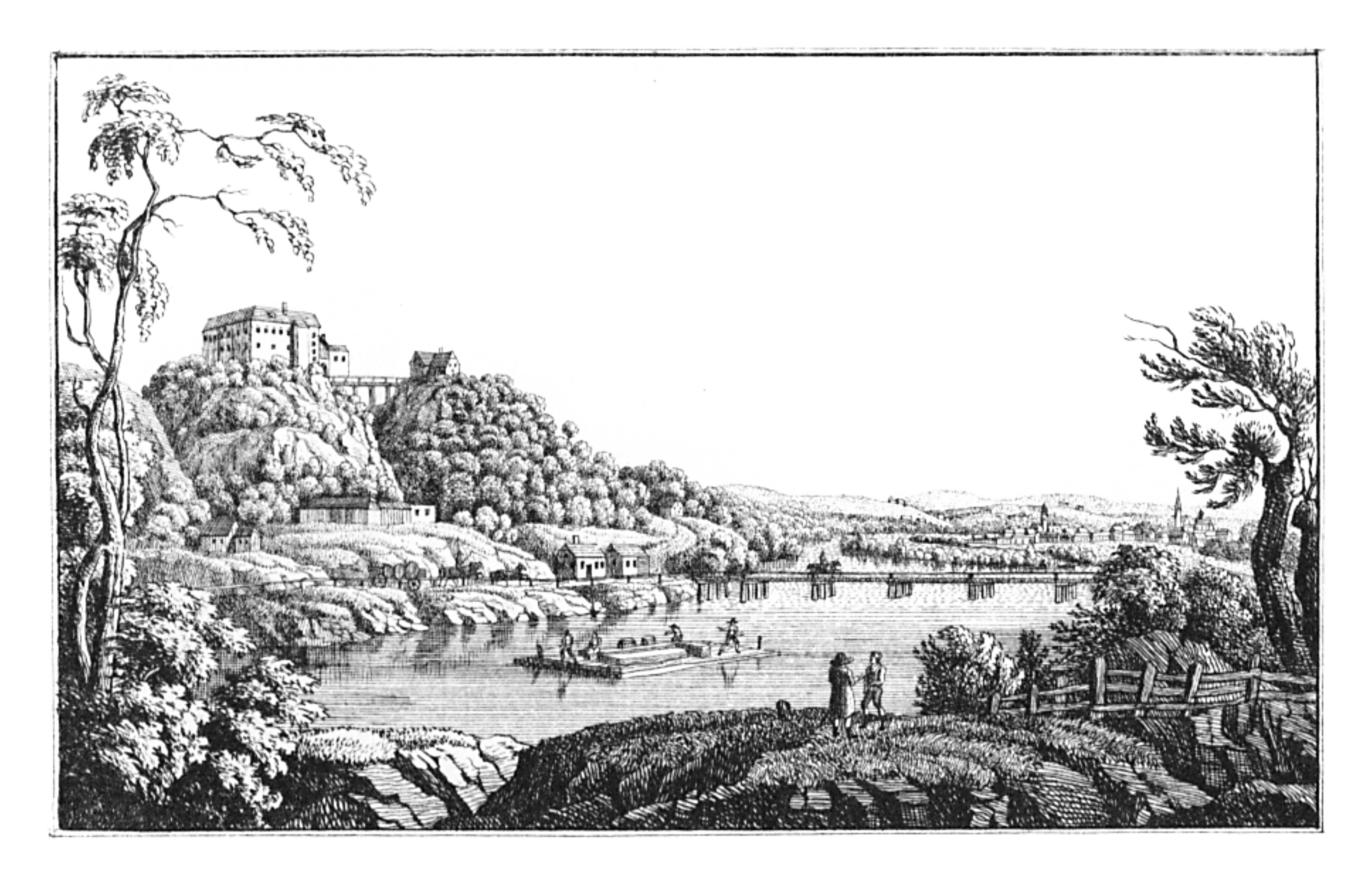
J.F.Kaiser: Zámek Ober-Mureck, litografie, 1830

- Diepersdorf (138)
- Eichfeld (349)
- Fluttendorf (59)
- Gosdorf (574)
- Hainsdorf-Brunnsee (209)
- Misselsdorf (388)
- Mureck (1570)
- Oberrakitsch (334)

## Historie
Jméno obce Mureck se poprvé objevilo jako Mŏrekke v roce 1151. Později existovalo jako Murekke (1181), Můrekke (1183) nebo Muregk (1500). Jméno bylo vytvořeno jako složenina názvu řeky Mur a německého slova Ecke (roh, kout).

## Obyvatelstvo
| Rok  | Obyvatel |
| ---- | -------- |
| 1869 | 1302     |
| 1880 | 1472     |
| 1890 | 1570     |
| 1900 | 1532     |
| 1910 | 1541     |
| 1923 | 1411     |
| 1934 | 1529     |
| 1939 | 1519     |
| 1951 | 2140     |
| 1961 | 1890     |
| 1971 | 1824     |
| 1981 | 1737     |
| 1991 | 1585     |
| 2001 | 1690     |
| 2011 | 1571     |
| 2015 | 3578     |

## Osobnosti a rodáci
- Josef Gregorius Amschl (1878–1943), rodák, ředitel školy ve Štýrském Hradci, hudební skladatel

## Partnerské město
- Lenauheim, Rumunsko